# Odd Martinsen
Odd Willy Martinsen (ur. 20 grudnia 1942 w Drammen) – norweski biegacz narciarski, trzykrotny medalista olimpijski oraz pięciokrotny medalista mistrzostw świata.

## Kariera
Jego olimpijskim debiutem były igrzyska w Grenoble w 1968 r. Wywalczył tam srebrny medal w biegu na 30 km, przegrywając jedynie z Włochem Franco Nonesem. Ponadto wraz z Pålem Tyldumem, Haraldem Grønningenem i Ole Ellefsæterem zdobył złoty medal w sztafecie 4 × 10 km. Nie startował na igrzyskach olimpijskich w Sapporo. Wziął za to udział w igrzyskach olimpijskich w Innsbrucku w 1976 r. Wspólnie z Pålem Tyldumem, Einaren Sagstuenem i Ivarem Formo wywalczył tam srebrny medal w sztafecie. Jego najlepszym indywidualnym wynikiem na tych igrzyskach było 8. miejsce w biegu na 15 km stylem klasycznym.
Martinsen pięciokrotnie stawał na podium mistrzostw świata. W 1966 r. wystartował na mistrzostwach świata w Oslo, gdzie zdobył brązowy medal w biegu na 15 km. Na tych samych mistrzostwach razem z Haraldem Grønningenem, Ole Ellefsæterem i Gjermundem Eggenem zdobył złoty medal w sztafecie. Cztery lata później, podczas mistrzostw świata w Wysokich Tatrach zdobył kolejne dwa medale. Pierwsze wywalczył brązowy medal w biegu na 30 km, a następnie srebrny medal w biegu na 15 km, w którym wyprzedził go jedynie Lars-Göran Åslund ze Szwecji. Swój ostatni medal mistrzostw świata zdobył zajmując wraz z Magne Myrmo, Ivarem Formo i Oddvarem Brå trzecie miejsce w sztafecie podczas mistrzostw świata w Falun w 1974 r.
W 1969 r. wygrał bieg na 15 km podczas Holmenkollen Ski Festival. W tym samym roku otrzymał Medal Holmenkollen. Martinsen był mistrzem Norwegii w biegu na 15 km w latach 1966 i 1970, w biegu na 30 km Zajął drugie miejsce w klasyfikacji generalnej nieoficjalnego Pucharu Świata w sezonie 1974/1975. w latach 1969 i 1971 oraz w sztafecie w latach 1970, 1972, 1973, 1974, 1975 i 1978.
Jego córką jest Bente Skari, również utytułowana biegaczka.

## Osiągnięcia

### Igrzyska olimpijskie
| Miejsce | Dzień     | Rok  | Miejscowość | Konkurencja             | Czas biegu | Strata   | Zwycięzca          |
| ------- | --------- | ---- | ----------- | ----------------------- | ---------- | -------- | ------------------ |
| 2.      | 7 lutego  | 1968 | Grenoble    | 30 km stylem klasycznym | 1:35:39,2  | +49,7    | Franco Nones       |
| 8.      | 10 lutego | 1968 | Grenoble    | 15 km stylem klasycznym | 47:54,2    | +1:07,1  | Harald Grønningen  |
| 1.      | 14 lutego | 1968 | Grenoble    | Sztafeta 4 × 10 km      | 2:08:33,5  | -        | -                  |
| 18.     | 17 lutego | 1968 | Grenoble    | 50 km stylem klasycznym | 2:28:45,8  | +5:05,6  | Ole Ellefsæter     |
| 9.      | 5 lutego  | 1976 | Innsbruck   | 30 km stylem klasycznym | 1:30:29,38 | +2:09,53 | Siergiej Sawieljew |
| 8.      | 8 lutego  | 1976 | Innsbruck   | 15 km stylem klasycznym | 43:58,47   | +1:42,86 | Nikołaj Bażukow    |
| 2.      | 11 lutego | 1976 | Innsbruck   | Sztafeta 4 × 10 km      | 2:07:59,72 | 1:58,64  | Finlandia          |

### Mistrzostwa świata
| Miejsce | Dzień     | Rok  | Miejscowość   | Konkurencja             | Czas biegu | Strata   | Zwycięzca            |
| ------- | --------- | ---- | ------------- | ----------------------- | ---------- | -------- | -------------------- |
| 3.      | 20 lutego | 1966 | Oslo          | 15 km stylem klasycznym | 47:56,2    | +18,5    | Gjermund Eggen       |
| 1.      | 23 lutego | 1966 | Oslo          | Sztafeta 4 × 10 km      | 2:14:27,9  | -        | -                    |
| 3.      | 15 lutego | 1970 | Wysokie Tatry | 30 km stylem klasycznym | 1:39:48,01 | +1:16,31 | Wiaczesław Wiedienin |
| 2.      | 17 lutego | 1970 | Wysokie Tatry | 15 km stylem klasycznym | 47:04,71   | +33,48   | Lars-Göran Åslund    |
| 4.      | 19 lutego | 1970 | Wysokie Tatry | Sztafeta 4 × 10 km      | 2:06:36,47 | +1:39,60 | ZSRR                 |
| 33.     | 20 lutego | 1974 | Falun         | 15 km stylem klasycznym | 41:39,10   | +2:02,58 | Magne Myrmo          |
| 3.      | 21 lutego | 1974 | Falun         | Sztafeta 4 × 10 km      | 2:03:15,85 | +30,18   | NRD                  |

### Puchar Świata
W sezonach 1973/1974 - 1980/1981 Puchar Świata rozgrywany był nieoficjalnie.

#### Miejsca w klasyfikacji generalnej
- sezon 1973/1974: 20.
- sezon 1974/1975: 2.
- sezon 1975/1976: 11.
- sezon 1976/1977: 4.
- sezon 1977/1978: 17.

#### Miejsca na podium
1. Oslo – 7 marca 1974 (15 km) – 3. miejsce
2. Kastelruth – 8 stycznia 1975 (30 km) – 1. miejsce
3. Le Brassus – 11 stycznia 1975 (15 km) – 1. miejsce
4. Reit im Winkl – 18 stycznia 1975 (15 km) – 3. miejsce
5. Ramsau – 27 stycznia 1975 (30 km) – 1. miejsce
6. Seefeld – 1 lutego 1975 (15 km) – 3. miejsce
7. Le Brassus – 22 stycznia 1977 (30 km) – 1. miejsce
8. Le Brassus – 21 stycznia 1978 (15 km) – 3. miejsce